# 芹沢鴨
芹沢 鴨（せりざわ かも、旧字体：芹澤 鴨、生年不明 - 文久3年9月16日〈1863年10月28日〉）は、幕末の水戸藩浪士、壬生浪士（新選組）の初代筆頭局長（頭取）。芹沢鴨は変名で、かつては下村 嗣次（継次、嗣司、嗣治とも）と名乗っていたものと推定されている。諱は光幹で、本姓は桓武平氏繁盛流大掾氏とされるが、実際は出自、出生年に諸説があり、確定されていない（後述）。

## 生涯
芹沢の人となりや出自などに関しては史料が少なく、不明なことが多い。

### 出自の謎
常陸国多賀郡松井村（現北茨城市中郷町松井）の神官下村祐の実子で、松井村の出生とする説がある。石河幹修（明善）『石河明善日記』に「手綱領松井村神官次郎八の倅　次郎八百姓より神官御取立の者也」とあり、下村嗣次は下村祐（次郎八）と親子関係であるとされている。嗣次には常親という子供がいたと言われるが、下村家の位牌には、祐の子供と記されている。婿養子とする説もあるが、根拠は見つかっていない。
島田魁の『英名録』の末尾には、芹沢の名前の右横に「又左（右）衛門子」とあり、水戸藩士の芹沢分家出身ともいわれ、日置流雪荷派弓術の名人芹沢又衛門以幹の子だとする説も存在している。同家は以幹の次男で、後を継いだ芹沢平蔵義幹（前名は芹沢と同じ光幹）の子供たちである又衛門孝幹、助次郎豪幹、亀三郎らの三名が、文久3年（1863年）3月、伊藤俊輔に伴われて上京していた。
永倉新八の「常州水戸の郷士で真壁郡芹沢村の産」、「芹沢村浪人」という記述から、室町時代に行方郡芹沢村（現茨城県行方市芹沢）に定着した豪族で、江戸時代初期には戦功により徳川家康の命によって行方郡富田村（現行方市富田）に知行百石を与えられ、後に水戸藩上席郷士（士分）となった芹沢家本家の出身で、芹沢外記貞幹の三男とする説がある。
しかし近年、芹沢外記の四男に文政7年（1824年）もしくは文政9年（1826年）出生で、新徴組に入り、後に天狗党に加わって元治元年（1864年）8月16日、那珂湊で戦死した長谷川庄七（諱は健久）の存在が確認された。芹沢の生年は天保3年（1832年）とする説が有力であり、外記の三男だとすれば計算が合わない。系譜・宗門人別帳などの表記の仕方から、長谷川庄七が芹沢貞幹の三男だとする説もある。
また、芹沢本家の菩提寺である法眼寺の過去帳には、妻の名前が記された芹沢兵太の名が見える。兵太は外記の次男芹沢兵部成幹没後の慶応4年（1868年）時に、芹沢家に所属していた人物であり、文化12年（1815年）から文政6年（1823年）の間に生まれた外記の三男とも言われている。
戸賀崎熊太郎から神道無念流剣術を学び、免許皆伝を受け師範代を務めたとされる（諸説あり）。

### 玉造勢
下村嗣次は安政5年（1858年）より始まる戊午の密勅返納阻止運動に参加し、万延元年（1860年）頃、玉造勢に入ったと考えられる。玉造村の文武館（現茨城県行方市玉造）を拠点として横浜で攘夷を決行するため、豪商を周り、資金集めに奔走した。新見錦の前名とする説もある新家粂太郎が仲間にいた。玉造勢は「無二無三日本魂」「進思尽忠」と大書した幟を掲げて調練を行っていた。嗣次は佐原村（現千葉県香取市佐原）で押し借りを行い、名主伊能権之丞を鉄扇で殴打した。
しかし、常総間の水戸藩領や天領に於いて強引な手法を使って資金の取り立てを行ったことにより、代官の佐々木道太郎から幕府に上申が行われ、徳川慶篤は武田耕雲斎を江戸に呼び寄せて、在府の家臣と議論を行った結果、文久元年（1861年）2月9日、不法の者どもを召し捕らえ、場合によっては切り捨てても構わないという指令が下された。これを受けて、玉造勢の主要メンバーであった大津彦五郎らは玉造を退去して、宝幢院（現東茨城郡城里町）に移り、自訴を行うが、評定所に拘引され、後に細谷に新設された牢屋に移された。同時に下村、新家らにも捕縛令が下った。
同年3月28日、遊女いろ八（色橋）と芹沢外記邸にいたところを捕縛され、同日夜、赤沼獄に嗣次は入牢した。6月24日、水戸藩は激派よりの武田らの政務参与を辞めさせ、謹慎を命じ、厳罰派を家老に復帰させたことから、翌文久2年（1862年）9月16日に「引廻之上斬罪之所御大赦に付於牢屋斬罪梟首之事」との処分を受けたことが判明している。口述書を聞き取った一人に吉成勇太郎がいた。
11月21日、武田らが執政に復帰し、厳罰派が退けられた後、12月26日には慶篤から戊午の密勅を受納する旨を藩中一等に伝え、政治犯の釈放が行われた。
それでも甚だしい所業を省みて、なお水戸藩は下村らの釈放を躊躇していたが、翌文久3年（1863年）1月初旬には新家、同じく玉造勢の兜惣介らとともに嗣次は出獄することを許された。
芹沢鴨と同一人物であれば、これ以後に名を改めたものと考えられる。近藤勇は「水府脱藩士下村嗣司事改芹沢鴨と申仁」と述べている。

### 壬生浪士頭取
約1か月後の2月5日、清河八郎の言論活動や、松平忠敏の周旋により幕府が組織した浪士組に新見錦・平山五郎・野口健司・平間重助等を伴い参加し、六番組小頭に任命された。その際に江戸の剣術道場試衛館の近藤勇・土方歳三・沖田総司・山南敬助らも加わり、京都まで行動をともにする。なお、この上洛旅程の本庄宿で、近藤らの手違いにより芹沢の宿所が手配されていなかったことに腹を立て、街中で危険な大かがり火を焚いたという逸話（永倉新八の『新選組顛末記』より）が伝わるが、地元に記録も伝承も無いため信憑性は薄いとの指摘もある。
23日、京都に到着。芹沢は近藤一派とともに壬生の郷士・八木源之丞の屋敷に分宿した。その頃、将軍の警固のため上洛した浪士組を、真の尊王攘夷の先鋒とするため、創設者である清河八郎は、朝廷に上奏文を提出して、浪士組を朝廷の直属にすることに成功した。29日、新徳寺に同志を集め攘夷の決行のため江戸帰還を宣言すると、芹沢と近藤はこれに反対し、京都残留を申し出て脱退。このときに残留を決めたのが芹沢の同志5人と近藤の同志8人の合計13人だった。これに殿内義雄や根岸友山らも合流する。
3月10日、芹沢・近藤ら17人（24人ともいう）の連名で会津藩に嘆願書を提出。会津藩は彼らを「御預かり」とすることを決める。芹沢らは八木邸を屯所として（後に前川家と南部家にも寄宿）この前後より「壬生浪士」と呼ばれ始めた。その際、内部抗争が起き、26日に殿内が暗殺され、根岸も同志とともに離脱すると、壬生浪士は芹沢派と近藤派が牛耳ることになった。のちに芹沢・近藤・新見が局長となり、そのうちで芹沢が筆頭となった。
25日、会津藩士本多四郎・小野八助・望月新平・諏訪伝三郎・佐久間悌二は吉田源次郎の案内で壬生を訪れ、芹沢らと初めて面会を果たした。踊ると浪士たちは述べ、会津藩士たちを見物に招待し、桟敷の上で菓子や土瓶に入れた酒肴を振る舞った。浪士たちは会津藩からの手当金で同色の単衣物を紋付きに仕立てた服を着用していた。芹沢は本多らに対して京を出立した清河八郎宛の生国（庄内）からの手紙が来たことを告げ、留守中なので開封したところ、「如何の儀」などがあったため、清河が国元を出入り禁止になったことを知った、と述べた。
4月、芹沢・近藤・新見らは大坂に下って今橋の平野屋五兵衛から百両を借用した。
5月24日、中山忠能邸に参上した正親町公董の話の中で、「有志士」として、今泉与一太郎と共に言及される。「芹沢カモ」と表記されており、名前の読み方が確定された史料でもある。翌25日には、同志全員の筆頭として松平容保に攘夷実行の上書を提出した。
6月3日、芹沢・近藤ら10人が「不逞浪士」取り締まりのため再び大坂へ下った。途中、すれ違った力士が道を譲らなかったため、芹沢らは暴行を加えた。その行為に怒った力士の仲間が駆けつけ乱闘となり力士側に死傷者が出た。小野川部屋の年寄が詫びを入れてことは収まったが、大坂町奉行所与力・内山彦次郎がこれを問題にして近藤を怒らせ、のちに新選組により暗殺されている（内山を暗殺した者については異説もある）。
同月、水口藩の公用方が壬生浪士は乱暴であると苦情を言ったことが会津藩を通して芹沢に知られ、激怒した芹沢は永倉新八・井上源三郎らを水口藩邸に派遣し、担当者を脅迫して謝罪させ、詫び証文を取った。担当者の独断で書かれた証文であったため、ことの露見を恐れた公用方は取り返そうと人を介して芹沢を説得し、芹沢は証文を返すこととなり、嶋原の角屋で宴会が開かれた。しかし酒乱の芹沢は大暴れをして店主の角屋徳右衛門に7日間の営業停止を一方的に申しつけている（角屋での暴挙）。
8月13日、一条通葭屋町下ル福大明神町の大和屋庄兵衛宅が壬生浪士に焼き討ちされた。西村兼文（新選組が屯所を置いた西本願寺の寺侍）の『新撰組始末記』や、筆者不詳の『新選組浪士始末』は、この指揮者を芹沢だとしている。
『七年史』所収の鈴木丹下「騒擾日記」によれば、八月十八日の政変に際して、御所の警備のために近藤とともに隊士を率いて出動するが、御門を固めていた会津藩士たちは壬生浪士を知らなかったため、槍を構えて通そうとしなかった。通せ通さぬと双方が押し問答となる中、芹沢は哄笑しながら歩み出たため藩兵が槍を突きつけると、愛用の鉄扇でその槍を悠々と煽いだという。会津藩の軍奉行が駆けつけてその場を収めたが、芹沢は悠然と門を通っていき、人々は彼の剛胆さに驚いたという。
この出動を機に会津藩は壬生浪士に新選組の隊名を与えたとされるが、確定的な史料は存在しない。

### 暗殺
文久3年（1863年）9月、芹沢が懸想していた吉田屋の芸妓小寅が肌を許さなかったため、立腹した芹沢が吉田屋に乗り込み、店を破壊すると主人を脅して、小寅と付き添いの芸妓お鹿を呼びつけ罰として2人を断髪させる狼藉を行なっている。
これらの所業に、朝廷から芹沢の逮捕命令が出たことから、会津藩は芹沢の所置を命じたとも言われる。
同年同月13日、芹沢は土方、沖田らと水戸家の主君筋である徳川慶喜母方にあたる有栖川宮家を訪れ、壬生浪士の交名と、「警衛の用があれば何事に限らず申し付けてください」と記した書付を渡した。
9月16日あるいは18日、新選組は島原の角屋で芸妓総揚げの宴会を開いた。芹沢は平山五郎、平間重助、土方らと早めに角屋を出て壬生の八木家へ戻り、八木家で再度宴会を催した。その席に芹沢の愛妾のお梅、平山の馴染みの芸妓・桔梗屋吉栄、平間の馴染みの輪違屋糸里が待っており、宴席が終るとすっかり泥酔した芹沢らは女たちと同衾した。
大雨が降る深夜、突然数人の男たちが芹沢の寝ている部屋に押し入り、同室で寝ていた平山を殺害し、芹沢に斬りつけた。驚いた芹沢は飛び起きて刀を取ろうとするが叶わず、真っ裸のまま八木家の親子が寝ていた隣室に飛び込むが、文机につまずいて転び、そこを刺客たちがよってたかってずたずたに斬りつけた。このとき芹沢は八木家の息子・勇之助の上に倒れ込み、刺客たちはそこに斬りつけたため、刀の鉾先が寝相の悪かった勇之助の右足に当たり、怪我を負わせたという。
この暗殺事件の凡そ2ヶ月ほど前、芹沢は熊川熊次郎を初めとする小野川部屋の力士たちと乱闘騒ぎを起こし、熊川を殺害する事件を起こしている（熊川は乱闘騒ぎの翌日に出血多量で死亡）。このことから、熊川の関係者あるいは小野川部屋による報復で暗殺された可能性もある。
平山の死体は胴体と首が離れており、芹沢と同衾していたお梅も巻き添えで首を切られ殺された。別室にいた平間は逃亡し、吉栄と糸里も難を逃れ姿を消したという。
『新選組遺聞』では、八木源之丞の妻・まさが土方歳三が夜中にしきりに様子をうかがっているのを目撃しており、現場には沖田総司と原田左之助は確かにおり、山南敬助もいたのではないかと記している。永倉の『浪士文久報国記事』によると暗殺は土方、沖田、藤堂平助、御倉伊勢武らが実行したとある。西村兼文は実行者は土方・沖田・山南・原田としている。
事件は長州藩士の仕業とされ、9月18日（18日暗殺説によれば20日）に芹沢と平山の葬儀が神式に則り盛大に執り行われた。20日に近藤は芹沢と平山が「変死」したことを記した手紙を郷里多摩の佐藤彦五郎へ送っている。
芹沢の墓は京都市中京区の壬生寺にある。

### 暗殺日に関して
芹沢鴨の暗殺日については墓碑に基づいて18日が通説となっていたが、16日が雨であることと、いくつかの風説書に基づき、16日説が主流となっている。とは言え、まだ確固たる史料はなく意見は分かれている。

## 人物
- 芹沢の人となりについては、子母澤寛の「新選組三部作（『新選組始末記』『新選組遺聞』『新選組物語』）」に詳しいが、いずれもかなりの創作が入っているとされ、信憑性には欠ける。
  - 芹沢は背が高くでっぷり太っており、色白で目は小さかった。豪傑肌の一廉の人物で、常に「盡忠報國の士 芹澤鴨」と刻まれた鉄扇を手にしていた。酒豪で、昼間から飲んでおり、酔っていないことはなかったと言われるほどであったという。
  - 数々の乱暴狼藉の記録から、創作では手のつけられない凶暴な悪漢のように描かれることが多いが、会津藩主松平容保へ嘆願に行く際に、八木家から紋付を借りることになったが、全員同じ家紋になってしまう（公式の場ではかなり滑稽）ことを八木源之丞が心配すると、芹沢はまったく意に介せず笑っていたり、八木家から借りた火鉢をこっそり返しに来た際、火鉢に刀傷があった（隊士たちは酔っては八木家の家財を手当たり次第試し斬りの道具にしていた）ので問い質されると、「俺だ、俺だ」と頭をかいて逃げてしまうなど陽気でおどけた一面もあった。また、八木家の娘が夭折した際には、芹沢は近藤と帳場に立って進んで葬儀を手伝ったり、暇潰しに面白い絵を子供たちに描いてやるなど、好かれていたという。
- 北野天満宮に藤田東湖の「正気歌」と「述懐」として「霜雪に 色よく花の魁て 散りても後に 匂う梅が香」という歌を記した額を献じたとする風説が存在している[39]。
- 田尻佐が壬生寺を訪れた際、当時の芹沢を知る老女がおり、彼の墓参りに来たことを告げると大変喜んだというが、真偽は定かではない（「史談会速記録」）。
- 永六輔『幕末の素顔 日本異外史』（毎日新聞社・1970年）では芹沢の写真とされるものが掲載されているが、別人のものである。また、同書では沖田とされる写真も収録されている（これも別人）。
- 愛刀は「備後三原守家正家」であるなどという言説が出回っている[40]が、そのような銘の刀は『日本刀銘鑑』に記載が無く[41]、実在しない。仮に三原正家とすれば、初代正家の一振りは御物として旧蔵され、四代正家は最上大業物に位列されるなど、皇室・将軍家・大名家などが秘蔵する最上級の刀であり、一介の浪士に過ぎない芹沢が入手できたとは考えにくい。
- 赤穂浪士が好きで隊服のデザインに取り入れたとされている[42]。

## 芹沢鴨を扱った作品
漫画
『ねこねこ日本史』（著作：そにしけんじ、実業之日本社）
『鞍馬天狗』（外薗昌也、原作：大佛次郎）
『青のミブロ』（安田剛士）
テレビアニメ
『ねこねこ日本史』（Eテレ）
『薄桜鬼　黎明録』
テレビドラマ
『新選組!』（NHK 2004年、大河ドラマ） 演：佐藤浩市
舞台
『TEAM NACS第10回公演 LOOSER～失い続けてしまうアルバム』（2004年） 演：安田顕
『ミュージカル薄桜鬼　黎明録』演：窪寺昭

## 芹沢鴨を演じた人物

### 映画
- 高木永二（維新の京洛 竜の巻 虎の巻）
- 進藤英太郎（新撰組 第一部京洛風雲の巻、第二部池田屋騒動、第三部魔剣乱舞、近藤勇 池田屋騒動）
- 山形勲（壮烈新選組 幕末の動乱）
- 並木一路（風雲新撰組）
- 田崎潤（新選組始末記）
- 根上淳（大菩薩峠）
- 原田甲子郎（幕末残酷物語）
- 戸上城太郎（土方歳三 燃えよ剣）
- 三國連太郎（新選組）
- 小松方正（沖田総司）
- 石倉三郎（新選組）
- 加賀谷圭（矜持〜KYOUJI〜）
- 白竜（実録 新選組）
- 塚本高史（輪違屋糸里〜京女たちの幕末〜）
- 伊藤英明（燃えよ剣）
- 蛭子能収（海辺の映画館―キネマの玉手箱）

### テレビドラマ
- 金子信雄（新撰組始末記）
- 遠藤辰雄（新選組血風録、新選組）
- 名和宏（燃えよ剣）
- 高松英郎（新選組始末記）
- 待田京介（沖田総司 華麗なる暗殺者）
- 財津一郎（壬生の恋歌）
- 地井武男（新選組）
- 前田吟（燃えよ剣）
- 亀石征一郎（新撰組 池田屋の血闘）
- 松山千春（新選組血風録）
- 武井三二（壬生義士伝〜新選組でいちばん強かった男〜）
- 佐藤浩市（新選組!）
- 中村獅童（輪違屋糸里〜女たちの新選組〜）
- 豊原功補（新選組血風録）
- 三浦涼介（君とゆきて咲く〜新選組青春録〜）

### 舞台
- 安田顕 (TEAM NACS ) (LOOSER 失い続けてしまうアルバム（2004年））